# Михайлівська сільська рада (Богуславський район)
| Михайлівська сільська рада — колишній орган місцевого самоврядування у Богуславському районі Київської області з адміністративним центром у с. Михайлівка. Сільській раді підпорядковані населені пункти: - с. Михайлівка - с. Олексіївка |

## Склад ради
Рада складається з 12 депутатів та голови.

### Керівний склад ради
| ПІБ                          | Основні відомості                                                                       | Дата обрання | Дата звільнення |
| ---------------------------- | --------------------------------------------------------------------------------------- | ------------ | --------------- |
| Шевченко Антоніна Іванівна   | Сільський голова, 1948 року народження, освіта, позапартійна                            | 26.03.2006   | 23.12.2008      |
| Олійник Тамара Володимирівна | Сільський голова, 1970 року народження, освіта, позапартійна                            | 24.05.2009   | 31.10.2010      |
| Олійник Тамара Володимирівна | Сільський голова, 1970 року народження, освіта середня спеціальна, член Партії регіонів | 31.10.2010   |                 |

Примітка: таблиця складена за даними джерела